# Bokujō Monogatari: Waku Waku Animal March
Harvest Moon: Animal Parade (牧場物語わくわくアニマルマーチ, Bokujō Monogatari: Waku Waku Animaru Māchi) é um jogo de simulação de fazenda, lançado pela Marvelous Interactive Inc. exclusivamente para o Wii. É o segundo título para Wii da série, e tem o mesmo designers de personagens que Harvest Moon: Tree of Tranquility. Possui vários animais com os quais se pode andar, incluindo animais de circo.

## Personagens Jogáveis
Assim como Harvest Moon: Tree of Tranquility, pode-se jogar tanto com um menino (Yuuki) como com uma menina (Hikari). O jogador pode escolher entre os personagems principais de Animal March ou de Tree of Tranquility, sendo assim, então, quatro personagems principais no jogo.